# ウクライナ独立宣言
ウクライナ独立宣言（ウクライナどくりつせんげん）令は ウクライナ・ソビエト社会主義共和国の最高会議によって、1991年8月24日に採択された。
この法令により、ウクライナはソビエト連邦からの国家独立を回復した。この宣言は、ウクライナ独立住民投票で全土のウクライナ人大多数によって承認され、その翌日から国際的な承認が始まった。ウクライナの独立は、1991年12月26日のソ連の崩壊へつながった。

## 採択
この法令は、8月19日、共産党の強硬派指導者が中央委員会による統制を回復しようとした「ソ連クーデター未遂事件」の余波の中で採択された。緊迫した11時間に及ぶ特別会議を経て、ウクライナ・ソビエト社会主義共和国の最高会議は、宣言令を圧倒的多数（360名中、賛成321票、反対2票、棄権6票）で可決した。宣言文は主に、ヴャチェスラフ・チョルノビル、レフコ・ルキアネンコ、セルヒー・ホロヴァティ、ミハイロ・ホーリン、イヴァン・ザイエツ（Ivan Zayets）によって、8月23日の夜から8月24日にかけて作成された。
ウクライナ共産党（CPU）員であり、ウクライナ最高会議議長のレオニード・クラフチュクが舞台裏で動いていたが、党はクーデターから距離を置くために、この法令を支持せざるを得ないと感じた。共産党第一書紀スタニスラフ・フレンコは、独立を支持しなければ「大惨事になる」と主張した。ゴルバチョフの書記長代行ウラジーミル・イワシコ（ウクライナ出身）のモスクワでの逮捕、ロシア共和国指導者によるソ連軍再掌握、ソ連共産党中央委員会の無力化というニュースに、ウクライナ共産党のメンバーは動揺していた。
8月24日、議会は独立宣言に関する国民投票を求めた 。提案したのは、野党指導者のイゴール・ユフノフスキーとドミトロ・パヴリチコである。議会はまた、ウクライナ国家親衛隊の創設に賛成票を投じ、ウクライナ領内に駐留する全ての軍隊の管轄権を議会に移譲した。
国会議事堂に集まった騒々しい群衆を除けば、その日のキーウの街は静かで、祝賀の気配はうすかった。1992年以来、8月24日はウクライナの独立記念日として祝われている。
その後の数日間で、いくつかの議案と法令が可決された。「クーデター中の当局者の行動を調査する委員会を設置すること」「モスクワのクーデター計画者との協力に関する公式調査が行われるまで、ウクライナ共産党の全ての活動を停止し、資産と銀行口座を凍結すること」「ウクライナ共産党の全ての資産を国有化し、最高議会（ヴェルホーヴナ・ラーダ）と地方議会に引き渡すこと」「全ての政治犯に恩赦を与えること」「ウクライナ国防省の創設を検討する委員会を設立すること」などである。
1991年8月26日、（国連の創設メンバーであった）ウクライナ・ソビエト社会主義共和国の国連常駐代表ヘンナディー・ウドベンコは、国連事務総長に対し、自身の国連での任務が正式にウクライナを代表することを伝えた。同日、キーウの執行委員会は、中心部の十月革命広場にあるレーニン像を含む共産主義英雄の記念碑を公共の場から全て撤去することを決議した。委員会は、大きな広場とその下にある中央地下鉄駅を独立広場と改名することを決定した。
ニ日後、リヴィウとリヴィウ州の住民20万人以上が国家親衛隊への志願を宣言した。
1991年12月1日の独立住民投票で、ウクライナ国民は独立宣言令に対する深く広い支持を表明し、有権者の84％が投票し、90％以上が賛成した。ウクライナ初の直接大統領選挙も国民投票と同じ日に実施され、大統領候補6人全員が独立を支持し、賛成票を投じるよう活動した。国民投票の可決により、ソ連が限定的であっても存続する可能性はなくなった。ウクライナは長い間、ソ連内で経済力と政治力でロシアに次ぐ地位にあった。
選挙から一週間後、新しく大統領に選出されたレオニード・クラフチュクは、ロシアとベラルーシの大統領（それぞれボリス・エリツィンとスタニスラフ・シュシケビッチ）と共に、ソ連の解体を宣言するベロヴェーシ合意に署名し、ソビエト連邦は12月26日に正式に崩壊した。

## 国際承認
ポーランドとカナダは、12月2日にウクライナの独立を承認した最初の国であった。同日、テレビニュース番組『Vesti』の夜間放送で、ロシア連邦社会主義共和国のボリス・エリツィン大統領がウクライナの独立を承認したと報じられた。
米国は12月25日にこれを承認した。同月、ウクライナの独立は68か国によって承認され、1992年にはさらに64か国によって承認された。
1992年1月、国防長官の管理下で行われる、ウクライナと旧ソ連の他地域に対する人道支援プログラムをジョージ・H・W・ブッシュ米大統領が承認した。
| Date       | Country                            |
| ---------- | ---------------------------------- |
| 1991-12-02 | ポーランド                         |
| 1991-12-02 | カナダ                             |
| 1991-12-02 | ロシア・ソビエト連邦社会主義共和国 |
| 1991-12-03 | ハンガリー                         |
| 1991-12-04 | ラトビア                           |
| 1991-12-04 | リトアニア                         |
| 1991-12-05 | アルゼンチン                       |
| 1991-12-05 | クロアチア                         |
| 1991-12-05 | キューバ                           |
| 1991-12-05 | チェコスロバキア                   |
| 1991-12-09 | エストニア                         |
| 1991-12-10 | ベラルーシ                         |
| 1991-12-11 | スロベニア                         |
| 1991-12-12 | ジョージア                         |
| 1991-12-16 | ブルガリア                         |
| 1991-12-16 | トルコ                             |
| 1991-12-18 | アルメニア                         |
| 1991-12-19 | スウェーデン                       |
| 1991-12-20 | キルギス                           |
| 1991-12-20 | トルクメニスタン                   |
| 1991-12-23 | カザフスタン                       |
| 1991-12-23 | スイス                             |
| 1991-12-24 | アフガニスタン                     |
| 1991-12-24 | ノルウェー                         |
| 1991-12-25 | イラン                             |
| 1991-12-25 | イスラエル                         |
| 1991-12-25 | メキシコ                           |
| 1991-12-25 | タジキスタン                       |
| 1991-12-25 | アメリカ合衆国                     |
| 1991-12-25 | ユーゴスラビア                     |
| 1991-12-26 | オーストラリア                     |
| 1991-12-26 | ブラジル                           |
| 1991-12-26 | ドイツ                             |
| 1991-12-26 | インド                             |
| 1991-12-26 | ニュージーランド                   |
| 1991-12-26 | ペルー                             |
| 1991-12-26 | ソビエト連邦                       |
| 1991-12-26 | シリア                             |
| 1991-12-26 | タイ                               |
| 1991-12-26 | ウルグアイ                         |
| 1991-12-27 | アルジェリア                       |
| 1991-12-27 | カンプチア人民共和国               |
| 1991-12-27 | 中華人民共和国                     |
| 1991-12-27 | キプロス                           |
| 1991-12-27 | フランス                           |
| 1991-12-27 | モルドバ                           |
| 1991-12-27 | ベトナム                           |
| 1991-12-28 | インドネシア                       |
| 1991-12-28 | イタリア                           |
| 1991-12-28 | 日本                               |
| 1991-12-28 | ヨルダン                           |
| 1991-12-29 | バングラデシュ                     |
| 1991-12-30 | フィンランド                       |
| 1991-12-30 | 韓国                               |
| 1991-12-30 | レバノン                           |
| 1991-12-30 | モロッコ                           |
| 1991-12-31 | ベルギー                           |
| 1991-12-31 | デンマーク                         |
| 1991-12-31 | ギリシャ                           |
| 1991-12-31 | ルクセンブルク                     |
| 1991-12-31 | オランダ                           |
| 1991-12-31 | パキスタン                         |
| 1991-12-31 | スペイン                           |
| 1991-12-31 | イギリス                           |
| 1992-01-01 | バアス党政権 (イラク)              |
| 1992-01-02 | エチオピア暫定政府                 |
| 1992-01-02 | ラオス                             |
| 1992-01-02 | アラブ首長国連邦                   |
| 1992-01-03 | エジプト                           |
| 1992-01-03 | リビア                             |
| 1992-01-03 | パナマ                             |
| 1992-01-04 | ウズベキスタン                     |
| 1992-01-05 | バーレーン                         |
| 1992-01-07 | ポルトガル                         |
| 1992-01-08 | ルーマニア                         |
| 1992-01-10 | ギニア                             |
| 1992-01-15 | オーストリア                       |
| 1992-01-17 | モンゴル                           |
| 1992-01-19 | アイスランド                       |
| 1992-01-22 | フィリピン                         |
| 1992-01-24 | ネパール                           |
| 1992-02-06 | アゼルバイジャン                   |
| 1992-02-11 | ボツワナ                           |
| 1992-02-14 | 南アフリカ共和国                   |
| 1992-03-03 | マレーシア                         |
| 1992-03-04 | マダガスカル第三共和国             |
| 1992-05-07 | ルワンダ                           |
| 1992-06-02 | セネガル                           |
| 1992-06-08 | タンザニア                         |
| 1993-07-23 | 北マケドニア                       |

1. ↑  1991年12月12日にロシア議会によるベロヴェーシ合意の発効まで、ロシアは事実上ソ連の構成共和国であった。ロシアによるウクライナの独立承認は、12月2日にロシア大統領ボリス・エリツィンによって、その日の深夜のニュース番組『ヴェスティ』で発表された[12]。
2. 1 2  1992年1月15日まで、事実上は独立していたが、法律上はSFRユーゴスラビアの構成共和国であった。
3. 1 2 3 4 5 6 7  1991年12月26日まで、事実上は独立していたが、法律上はソ連の構成共和国であった。
4. ↑  この日、ベラルーシ議会はベロヴェジ協定を批准した。正式な外交関係は1991年12月27日に樹立された。
5. ↑  ソ連は自主的に解体し、バルト諸国共和国を除く旧ソ連構成共和国の独立を承認した。（バルト諸国の独立は1991年9月に既に承認されていた。）
6. ↑  領事関係は1991年9月26日に確立され、総領事館は1991年12月1日に開設された。

## 宣言文
ウクライナ独立宣言令
- 1991年8月19日のソ連における国家クーデターに関連して、ウクライナを取り巻く致命的な危機を考慮し、
- ウクライナにおける国家発展の千年の伝統を継続し、
- 国連憲章およびその他の国際法文書に従った国家の民族自決から出発し、
- ウクライナ国家主権を宣言（英語版）し、

ウクライナ・ソビエト社会主義共和国最高議会は、
ウクライナの独立と国家「ウクライナ」の創設を厳粛に宣言する。
ウクライナの領土は分割不可能かつ侵すことのできないものである。
この日以降、ウクライナの領土ではウクライナ憲法と法律のみが効力を持つ。
この法令は承認された時点で発効する。
—ウクライナ最高議会、1991年8月24日